# Baronessen fra benzintanken
Baronessen fra benzintanken er en dansk film fra 1960, produceret af Saga Studio og instrueret af Annelise Reenberg efter manuskript af Peer Guldbrandsen og John Olsen. I 2007 blev den opsat som musical på herregården Borreby.
Filmen blev den sidste produceret af Saga Studios grundlægger John Olsen.

## Handling
Filmen begynder med baron von Rosensteens begravelse. Da han er uden arvinger, står det gamle Rosensteen Slot til at skulle arves af familien Rabenfeldt. Højesteretssagfører Berg (Emil Hass Christensen) opsøger enkebaronessen (Maria Garland) ang. et dokument, et brev han har fundet blandt hendes afdøde søns papirer. Det viser, at baronen havde et barn uden for ægteskab med en ikke-adelig kvinde.
Enkebaronessen og højesteretssagføreren beslutter sig for at finde barnet, en arving til slottet. Barnet viser sig at være pigen Anne Tofte (Ghita Nørby), som arbejder hos sin onkel Lars Tofte (Ove Sprogøe) og hans kollega, Hans Høy, (Dirch Passer) på en benzintank. De overtaler Anne til at bo hos baronessen et stykke tid, hvilket Anne ikke er meget for. Enkebaronessen prøver at lære Anne at være en fin dame frem for den drengede mekaniker, som hendes onkel havde opdraget hende til.
Anne føler sig meget malplaceret og har ingen at tale med, bortset fra slottets spøgelse (Karin Nellemose). Samtidigt prøver Rabenfeldterne at skille sig af med hende ved at brænde baronens brev. Spøgelset ønsker ikke at slottet skal falde i Rabenfeldternes hænder og lokker en lettere beruset Hans Høy til at finde Annes dåbsattest.
Rabenfeldterne prøver også at få Anne til at gifte sig med Henning Rabenfeldt (Henrik Wiehe), men hun vælger i sidste øjeblik med spøgelsets hjælp at gifte sig med Hans Høy.

## Medvirkende
- Ghita Nørby – Anne Tofte/von Rosensteen
- Dirch Passer – Hans Høy
- Ove Sprogøe – Lars Tofte
- Maria Garland – Enkebaronesse Alvilda von Rosensteen
- Karin Nellemose – Baronesse Henriette von Rosensteen/Den Grå Dame
- Karl Stegger – Hushovmester Frederiksen
- Ulla Lock – Stuepigen Gerda
- Emil Hass Christensen – Højesteretssagfører Berg
- Henrik Wiehe – Henning Rabenfeldt
- Erni Arneson – Clarissa Rabenfeldt
- Karen Berg – Privatlærerinde Astrid von Pleum

## Modtagelse
Filmen havde premiere i Saga Teatret 5. september 1960, og blev ikke positivt modtaget i pressen. F.eks. kaldte Klaus Rifbjerg i Politiken filmen for "grotesk naiv" og historien "klumpet i den nedladende understregning af forskellen mellem rig og fattig".

## Musical-versionen
Den 28. juni 2007 fik musicalversionen af Baronessen fra Benzintanken premiere på Borreby Herreborg med manuskript af Jacob Morild og musik af Morten Wedendahl. De medvirkende var bl.a. Sofie Lassen-Kahlke, Joachim Knop og Inge Sofie Skovbo.